# 帕蒂杜阿尔费里斯
帕蒂杜阿尔费里斯是巴西里约热内卢州的一个市镇。总面积319.103平方公里，总人口26196人，人口密度82.1人/平方公里。